# Église Saint-Armengol de l'Aldosa
L'église Sant-Armengol (catalan : església de Sant Ermengol) est une petite église située dans la commune de L'Aldosa de la Massana, dans la paroisse de La Massana, en Andorre. 

## Description
L'église Sant Ermengol du XVIIe siècle se situe au milieu du village de L'Aldosa de la Massana. 
Il s'agit d'un petit bâtiment de plan rectangulaire d'environ 7 sur 8 mètres. La façade est orientée sud-est et possède une porte très simple au-dessus de laquelle on trouve un oculus. Le toit a deux pans est recouvert d'ardoises et est doté d'un petit clocher-mur à une ouverture incorporant une cloche.
À l'intérieur, l'abside est couverte d'une voûte en berceau et conserve un retable contenant une table baroque et des peintures murales datant du XIXe siècle, attribuées au peintre Josep Oromí i Muntada.
Depuis 2003, l'église est protégée comme bien d'intérêt culturel de l'Andorre.